# Last Run!
〔大阪国際女子マラソン イメージソングコンプリートアルバム Last Run!〕〔おおさかこくさいじょしマラソン🏃‍♀️イメージソングコンプリートアルバム ラスト ラン!〕『Last Run!』（ラスト ラン!）は、2018年12月19日、発売されたTHE ALFEE28枚目ベスト・アルバム。

## 概要
THE ALFEEが担当した「大阪国際女子マラソン」の イメージソング・コンプリート・アルバム。
1987年（第6回）「夢よ急げ」から2018年（第37回）「勇気凜々」迄、32年間で提供した全31曲を新しい曲から旧い曲に遡ってCD3枚組に収録。（大阪国際女子マラソン「イメージソング」項も参照）
THE ALFEE ギネス世界記録® 認定！！
1987年から31年間担当した関西テレビ「大阪国際女子マラソン」のイメージソングを担当してきたTHE ALFEE。 この31年間、31曲のイメージソングを【同一国際スポーツ大会のテレビ放送における同一アーティストによる最多テーマソング数】としてギネス世界記録に申請し、2018年12月24(月・祝)日本武道館で行われたコンサートステージ上で、ギネス世界記録公式認定員より認定を発表され、公式認定証を授与されました！ 記録名は、【同一国際スポーツ大会のテレビ放送における同一アーティストによる最多テーマソング数】 
≪Most theme songs sung by the same artist for the same international sports event broadcast on TV≫ 
いつも応援してくださる皆さまのおかげです。 これからも応援よろしくお願いいたします！

## 収録曲

### Disc 1
1. 勇気凛々  
（第37回：2018年）
2. 創造への楔 
（第36回：2017年）
3. 風の翼 
（第35回：2016年）
4. One Step ～再始動 
（第34回：2015年）
5. LOVES FOR ONE 
（第33回：2014年）
6. もう一度ここから始めよう 
（第32回：2013年）
7. 生きよう
（第31回：2012年）
8. Let It Go 
（第30回：2011年）
9. GET YOUR CHANCE 
（第29回：2010年）
10. Shining Run～輝く道に向かって～ 
（第28回：2009年）

### Disc 2
1. Wonderful Days 
（第27回：2008年）
2. Dear My Life 
（第26回：2007年）
3. ONE 
（第25回：2006年）
4. ZeRoになれ! 
（第24回：2005年）
5. 夜明けの星を目指して 
（第23回：2004年）
6. 孤独な世代 
（第22回：2003年）
7. Chaos（カオス）の世界 
（第21回：2002年）
8. Change the wind 
（第20回：2001年）
9. 自由になるために 
（第19回：2000年）
10. Beginning of the Time 
（第18回：1999年）

### Disc 3
1. Beyond The Win 
（第17回：1998年）
2. LIBERTY BELL 
（第16回：1997年）[2]
3. GLORY DAYS 
（第15回：1996年）
4. 風を追いかけて 
（第13回：1994年）
5. Running Wild 
（第12回：1993年）
6. Someday 
（第11回：1992年）
7. Arcadia 
（第10回：1991年）
8. FLOWER REVOLUTION
（第9回：1990年）
9. High-Heel Resistance 
（第8回：1989年）
10. It's Alright 
（第7回：1988年）
11. 夢よ急げ 
（第6回：1987年）